# Emblema della Repubblica Socialista Sovietica Uzbeka
L'emblema della Repubblica Socialista Federativa Sovietica Uzbeka fu il simbolo di stato ufficiale utilizzato dalla Repubblica Socialista Sovietica Uzbeka, stato costituente dell'Unione Sovietica, dal 1937 fino al 1992.

## Simbologia
L'emblema si contraddistingue per la presenza di numerosi elementi tipici dello stile araldico sovietico: nella parte centrale un mappamondo stilizzato (visibile solo nell'emisfero nord) è illuminato da un sole nascente, i cui raggi simboleggiano l'ascesa ed il glorioso futuro del proletariato internazionale. Sopra di essi, una grande falce e martello dorata, tradizionalmente rappresentante l'unione fra le classi lavoratrici contadina ed industriale. Sulla sommità dello stemma compare stella rossa a cinque punte, simbolo della natura mondiale della rivoluzione comunista.
La bordatura sinistra è costituita da rami e batuffoli di cotone, ricchezza agricola distintiva della regione, mentre il bordo destro è costituito da spighe dorate di grano; la presenza di richiami alla produttività cerealicola rappresenta il benessere materiale ed è un elemento rintracciabile anche in numerosi altri stemmi sovietici.
Ogni bordo è contornato da due fasce rosse, sulle quali è riportato il motto marxista Proletari di tutto il mondo, unitevi!, trascritto da una parte in lingua uzbeka, dall'altra in russo. Un'ulteriore fascia rossa è posta alla base dell'emblema, e riporta l'acronimo ufficiale della repubblica (Ўз.ССР, Oʻz.SSR).

## Storia

La prima versione dell'emblema, adottata nel 1925

La prima versione dell'emblema di stato della RSS Uzbeka venne adottata nel 1925, e pur subendo diverse modifiche nel corso degli anni (destino questo comune a numerosi altri simboli di stato sovietici), conteneva già diversi elementi che sarebbero poi divenuti distintivi quali i rami di cotone ed il sole nascente. Il simbolo si caratterizzava tuttavia per il suo essere uno stemma nel senso classico del termine, in quanto tutti i suoi elementi erano racchiusi in uno scudo di forma tonda, con fondo arancio. Nella parte superiore risaltavano la presenza di una vistosa stella bianca e della trascrizione del motto della repubblica socialista in lingua araba.
Nel 1927, anche a seguito della separazione della RSS Tagika e dell'occidentalizzazione dei caratteri della lingua uzbeka, il soviet supremo adottò una nuova e diversa versione dello stemma nazionale: il disco venne sostituito da un emblema aperto con i due lati composti da rami di cotone e spighe di grano, e lo sfondo divenne bianco. Comparve la trascrizione in uzbeko (trascritto in caratteri latini) del motto marxista, e la falce e martello divenne di color argento. La stella socialista divenne inoltre rossa, bordata d'oro, ed il nome della repubblica riportò la scritta Ozbekistan.
Dopo un'ulteriore piccola modifica nel 1937 (inversione delle scritte, traslitterazione dell'acronimo ufficiale dello stato in caratteri latini), nel 1946 una nuova revisione formalizzò la versione ormai definitiva dello stemma, come emblema aperto a fondo bianco e con bordi vegetali. Il motto proletario venne riportato in uzbeko trascritto in alfabeto cirillico sulla sinistra ed in russo sulla destra, ed il nome dello stato comparve, nelle sue iniziali, nuovamente in cirillico. La falce assunse inoltre una forma maggiormente arcuata.
In questa versione, il simbolo di stato rimase in fino al 1981, quando fu oggetto di alcune ulteriori piccole variazioni (la falce e martello divenne dorata, per uniformare lo stemma agli altri simboli di stato sovietici). Nel 1992 la disgregazione dell'URSS e la nascita dell'odierna Repubblica dell'Uzbekistan portarono all'abbandono dell'emblema sovietico, sostituito ufficialmente il 2 luglio. Da notare come numerosi elementi del simbolo della RSS Uzbeka (i rami di cotone, le spighe di grano, il sole nascente) siano stati ripresi anche dallo stemma della nuova nazione indipendente.

## Galleria d'immagini

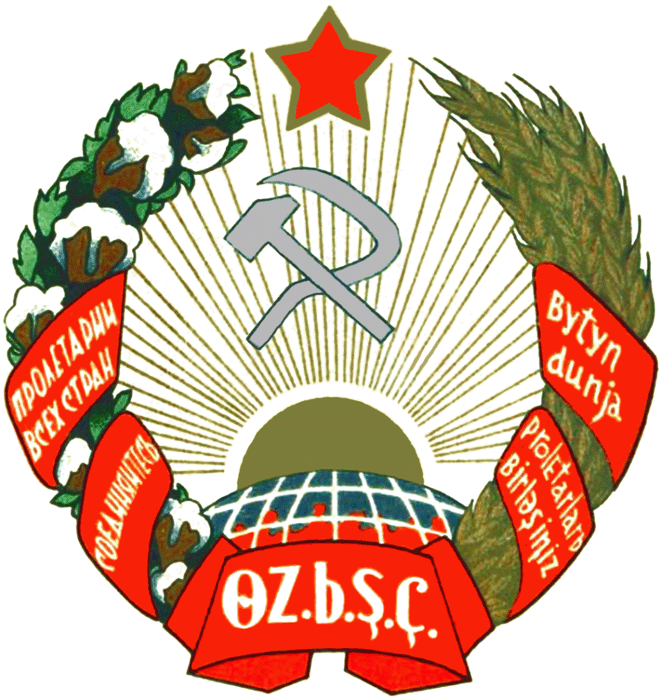
Versione in uso dal 1927 al 1937
Versione in uso dal 1946 al 1981